# 皆川嘉博
皆川 嘉博（みながわ よしひろ、1968年 - ）は、日本の彫刻家、美術教育学者、秋田公立美術大学教授。専門は、彫塑表現研究、テラコッタ（素焼彫刻）の表現研究。

## 略歴
1968年（昭和43年）秋田県生まれ、1987年3月に秋田県立横手高等学校普通科を卒業、東京芸術大学に入学し、1993年3月には同大学の美術学部彫刻科を卒業した。1995年3月、同大学の大学院院美術研究科彫刻研究領域を修了し、1998年3月、同研究科の博士後期課程美術専攻彫刻研究領域を満期退学した。
1995年4月から東京芸術大学美術学部彫刻科のティーチング・アシスタント（指導助手）を務め、同時に学校法人河合塾美術研究所彫刻科の講師を、1999年4月からは同研究所の主任講師を務めた。2002年4月より秋田公立美術工芸短期大学工芸美術学科の講師、2006年4月より同大学の助教授（2007年以降は准教授に職名変更）を務め、2013年に4年制化にともない秋田公立美術大学准教授、2021年に同大教授となった。

## おもな個展・グループ展覧
- 2002年 - 第5回「エネルギー賞」展／TEPCO銀座（東京）〈同館長賞〉
- 2002年 - 東日本−彫刻39の造形美／東京ステーションギャラリー〈奨励賞〉
- 2002年 - 第46回秋田美術作家協会展／秋田県立美術館〈美術作家協会賞〉
- 2003年 - 個展「癒しと安らぎのアート・皆川嘉博展」聖路加国際病院（東京）
- 2006年 - 秋田県芸術選奨 受賞
- 2011年 - 東日本震災プロジェクト／戸村画廊（東京）
- 2011年 - 個展／ギャラリーせいほう（東京）
- 2011年 - 第5回現代日本彫刻作家展／箱根彫刻の森美術館（神奈川）
- 2012年 - 新・収蔵品展／佐久市立近代美術館（長野）
- 2012年 - KAMIKOAMIプロジェクト秋田2012／秋田県上小阿仁村八木沢集落
- 2013年 - 第6回 現代日本彫刻作家展／東京都美術館
- 2014年 - 第29回 国民文化祭・あきた2014「美術展」招待出品/アトリオン（秋田市）